# Samsung Galaxy M33
Il Samsung Galaxy M33 (o Samsung Galaxy M33 5G) è uno smartphone di fascia medio-bassa prodotto da Samsung, facente parte della serie Samsung Galaxy M.

## Caratteristiche tecniche

### Hardware
Il Galaxy M33 5G è uno smartphone con form factor di tipo slate, le cui dimensioni sono di 165,4 × 76,9 × 9,4 mm e pesa 215 grammi (in Europa: dimensioni 165,4 × 76,9 × 8,4 mm, peso 198 g).
Il dispositivo è dotato di connettività GSM, HSPA, LTE e 5G, di Wi-Fi 802.11 a/b/g/n/ac dual-band con supporto a Wi-Fi Direct e hotspot, di Bluetooth 5.1 con A2DP e LE, di GPS con A-GPS, BeiDou, GALILEO, GLONASS e QZSS e di NFC. Ha una porta USB-C 2.0 e un ingresso per jack audio da 3,5 mm.
È dotato di schermo touchscreen capacitivo da 6,6 pollici di diagonale, di tipo TFT LCD Infinity-V, angoli arrotondati e risoluzione FHD+ 1080 × 2408 pixel. Supporta il refresh rate a 120 Hz. Come protezione usa il Gorilla Glass 5.
La batteria ai polimeri di litio da 6000 mAh non è removibile dall'utente. Supporta la ricarica ultra-rapida a 25 W.
Il chipset è un Samsung Exynos 1280 con CPU octa core (2 core a 2,4 GHz + 6 core a 2 GHz). La memoria interna di tipo eMMC 5.1 è di 128 GB espandibili con microSD sino a 1 TB, mentre la RAM è di 6/8 GB.
La fotocamera posteriore ha un sensore principale da 50 megapixel, con apertura f/1.8, uno da 8 MP ultra-grandangolare, una da 2 MP per le profondità e una da 2 MP per le macro, è dotata di autofocus PDAF, modalità HDR e flash LED, in grado di registrare al massimo video 4K a 30 fotogrammi al secondo, mentre la fotocamera anteriore è singola da 8 MP con registrazione video massimo in Full HD@30 fps e supporto HDR.

### Software
Il sistema operativo è Android 12. Ha l'interfaccia utente One UI 4.1.
In seguito è stato aggiornato ad Android 13 con One UI 5.0, poi passata alla versione 5.1.